# 어휘 항목
사전 편찬에서 어휘 항목(Lexical item)은 언어의 어휘집(≈어휘)의 기본 요소를 형성하는 단일 단어, 단어의 일부 또는 단어의 연쇄(카테나)이다. 예로는 cat, traffic light, take care of, by the way, and it's raining cats and dogs 등이 있다. 어휘 항목은 일반적으로 어휘소처럼 단일 의미를 전달하는 것으로 이해될 수 있지만, 단일 단어에 국한되지는 않는다. 어휘 항목은 언어 간 번역 또는 새로운 언어를 학습하는 데 있어 "자연스러운 단위"라는 점에서 의미소와 유사하다. 이 마지막 의미에서, 언어는 어휘화된 문법이 아니라 문법화된 어휘로 구성된다고 말하기도 한다. 언어 내 모든 어휘 항목의 총칭을 어휘라고 한다.
두 개 이상의 단어로 구성된 어휘 항목은 때때로 어휘 덩어리, 갬빗, 어휘 구, 어휘화된 어간 또는 발화 공식이라고도 불린다. polyword listemes라는 용어도 때때로 사용된다.

## 유형
어휘 항목/덩어리의 일반적인 유형은 다음과 같다:
1. 낱말 (예: cat, tree)
2. 단어의 일부 (예: trees의 -s, worker의 -er, nondescript의 non-, loudest의 -est)
3. 구동사 (예: put off 또는 get out)
4. 다중 단어 표현 (예: by the way, inside out)
5. 연어 (언어학) (예: motor vehicle, absolutely convinced)
6. 관습화된 발화 (예: I'll get it, We'll see, That'll do, If I were you, Would you like a cup of coffee?)
7. 관용구 (예: break a leg, was one whale of a, a bitter pill to swallow)
8. 속담 (예: The early bird gets the worm, The devil is in the details)
9. 문장 프레임 및 헤드 (예: That is not as...as you think, The problem was)
10. 텍스트 프레임 (예: In this paper we explore...; First...; Second...; Lastly....)

관련 개념은 명사-수식어 의미 관계이며, 특정 단어 쌍은 표준적인 해석을 가진다. 예를 들어, cold virus라는 구는 일반적으로 차가운 바이러스보다는 감기를 유발하는 바이러스를 의미하는 것으로 이해된다.

## 형태-의미 대응
많은 어휘 항목은 단어 전체이거나 단어의 일부인 반면, 다른 많은 어휘 항목은 하나 이상의 단어의 일부 또는 여러 단어 전체로 구성된다. 이 분야의 기본적인 질문은 형태-의미 대응에 관한 것이다. 많은 다중 단어 어휘 항목은 어떤 의미에서도 통사론에서 성분으로 해석될 수 없다. 그러나 그것들이 성분이 아니라면, 어떻게 분류해야 하는가? 통사론 분야의 비교적 최근의 발전은 어휘 항목이 어휘집에 카테나로 저장되는 것을 구상하며, 이 경우 주어진 카테나는 성분일 수도 있고 아닐 수도 있다. 통사론에서 카테나는 수직적 차원, 즉 단어의 위계에서 연속적인 요소 또는 요소들의 조합(단어 또는 단어의 일부)이다. 요소들은 의존성에 의해 서로 연결되어 있는 한 카테나를 형성한다. 카테나이지만 성분은 아닌 다중 단어 어휘 항목을 포함하는 일부 의존 문법 트리가 이제 생성된다. 다음 트리는 구동사를 보여준다.
각 경우의 동사와 입자(빨간색)는 하나의 어휘 항목인 입자 동사 구성을 이룬다. 두 단어는 순서가 바뀌더라도 카테나로 남는다. 다음 트리는 복합어를 보여준다.
복합어의 구성 요소 단어(빨간색)는 수직적 차원에서 연속적이며 따라서 카테나이다. 그러나 완전한 하위 트리를 형성하지 않으므로 성분으로 해석될 수 없다. 다음 트리는 관용구를 보여준다.
관용구를 구성하는 고정된 단어(빨간색)는 매번 카테나를 형성한다. 첫 번째 트리(a 트리)에서 your는 소유격이 가변적(예: He is pulling my/her/his/someone's/etc. leg)이므로 관용구의 일부가 아니다. 관용구 카테나에 대한 중요한 주의사항은 통사론에서 깨질 수 있다는 것이다(예: Your leg is being pulled). 그러나 이러한 어휘 항목은 어휘집에 카테나로 저장된다는 주장이다. 그것들은 실제 통사론에서 항상 카테나로 나타나지는 않는다.

## 같이 보기
- 의존 문법
- 어휘 사슬
- 언어학 개요
- 관용구

## 내용주
1. ↑  Concerning types of lexical chunks, see M. Lewis (1997).
2. ↑  
William O'Grady (1998) introduced the catena unit to linguistics; others have developed the concept further. See for instance Osborne and Groß (2012).